# Lista monumentelor istorice din județul Dâmbovița - I

Simbol utilizat pentru monumentele istorice

Lista monumentelor istorice din județul Dâmbovița - I cuprinde monumentele istorice înscrise în Patrimoniul cultural național al României și aflate în localități din județul Dâmbovița al căror nume începe cu litera I. 
Lista completă este menținută și actualizată periodic de către Ministerul Culturii, Cultelor și Patrimoniului Național din România, prin intermediul Institutului Național al Patrimoniului, ultima versiune datând din 2015. Această listă cuprinde și actualizările ulterioare, realizate prin ordin al ministrului culturii.
Puteți căuta un monument din județul Dâmbovița folosind formularul de mai jos sau puteți naviga prin toate monumentele din județ la lista monumentelor istorice din județul Dâmbovița.
| Cod LMI                              | Denumire                                                     | Localitate                                  | Localizare | Datare, Creatori                             | Imagine               | Erori             |
| ------------------------------------ | ------------------------------------------------------------ | ------------------------------------------- | --- | -------------------------------------------- | --------------------- | ----------------- |
| DB-I-s-A-17057 (RAN: 66722.01)       | Așezare                                                      | sat Iazu; comuna Cojasca                    | „Izvorul Snagovului”, la 1 km S de sat, imediat la V de canalul Ialomița-Dâmbovița                                                                            | sec. II a. Chr., Latène, Cultura geto-dacică | Încarcă foto \| video | Raportează eroare |
| DB-I-s-B-17058 (RAN: 67096.01)       | Situl arheologic de la Ibrianu, punct „Movila Cornească”     | sat Ibrianu; comuna Cornești                | „Movila Cornească”, pe malul drept al pârâului Crivăț, la 1 km E de localitate (cota 148,2 m)                                                                 |                                              | Încarcă foto \| video | Raportează eroare |
| DB-I-m-B-17058.01 (RAN: 67096.01.01) | Stațiune                                                     | sat Ibrianu; comuna Cornești                | „Movila Cornească”, pe malul drept al pârâului Crivăț, la 1 km E de localitate (cota 148,2 m)                                                                 | Preistorie                                   | Încarcă foto \| video | Raportează eroare |
| DB-I-m-B-17058.02 (RAN: 67096.01.02) | Tumul                                                        | sat Ibrianu; comuna Cornești                | „Movila Cornească”, pe malul drept al pârâului Crivăț, la 1 km E de localitate (cota 148,2 m)                                                                 | Preistorie                                   | Încarcă foto \| video | Raportează eroare |
| DB-I-s-B-17059 (RAN: 67096.02)       | Situl arheologic de la Ibrianu, punct „SMA Ibrianu”          | sat Ibrianu; comuna Cornești                | „SMA Ibrianu”, la E de sat, pe malul stâng al pârâului Chileanca                                                                                              |                                              | Încarcă foto \| video | Raportează eroare |
| DB-I-m-B-17059.01 (RAN: 67096.02.03) | Așezare                                                      | sat Ibrianu; comuna Cornești                | „SMA Ibrianu”, la E de sat, pe malul stâng al pârâului Chileanca                                                                                              | sec. XV - XVIII, Epoca medievală             | Încarcă foto \| video | Raportează eroare |
| DB-I-m-B-17059.02 (RAN: 67096.02.02) | Așezare                                                      | sat Ibrianu; comuna Cornești                | „SMA Ibrianu”, la E de sat, pe malul stâng al pârâului Chileanca                                                                                              | Latène, Cultura geto-dacică                  | Încarcă foto \| video | Raportează eroare |
| DB-I-m-B-17059.03 (RAN: 67096.02.01) | Așezare                                                      | sat Ibrianu; comuna Cornești                | „SMA Ibrianu”, la E de sat, pe malul stâng al pârâului Chileanca                                                                                              | Epoca bronzului                              | Încarcă foto \| video | Raportează eroare |
| DB-I-s-A-17060                       | Așezare fortificată                                          | sat Iedera de Jos; comuna Iedera            | „Dealul Cetățuia”, la 2 km NE de localitate, pe dealul din stânga pârâului Ruda                                                                               | Latène, Cultura geto-dacică                  | Încarcă foto \| video | Raportează eroare |
| DB-I-s-B-17061 (RAN: 65805.01)       | Situl arheologic de la Ionești, punct „Ioneasca”             | sat Ionești; comuna Petrești                | „Ioneasca” sau „Palade”, pe terasa stângă a Neajlovului, la 1 km SSE de podul peste Neajlov al DC Ionești-Morteni                                             |                                              | Încarcă foto \| video | Raportează eroare |
| DB-I-m-B-17061.01 (RAN: 65805.01.03) | Așezare                                                      | sat Ionești; comuna Petrești                | „Ioneasca” sau „Palade”, pe terasa stângă a Neajlovului, la 1 km SSE de podul peste Neajlov al DC Ionești-Morteni                                             | sec. XVIII - XIX, Epoca medievală târzie     | Încarcă foto \| video | Raportează eroare |
| DB-I-m-B-17061.02 (RAN: 65805.01.02) | Așezare                                                      | sat Ionești; comuna Petrești                | „Ioneasca” sau „Palade”, pe terasa stângă a Neajlovului, la 1 km SSE de podul peste Neajlov al DC Ionești-Morteni                                             | Epoca bronzului, Cultura Tei                 | Încarcă foto \| video | Raportează eroare |
| DB-I-m-B-17061.03 (RAN: 65805.01.01) | Așezare                                                      | sat Ionești; comuna Petrești                | „Ioneasca” sau „Palade” pe terasa stângă a Neajlovului, la 1 km SSE de podul peste Neajlov al DC Ionești-Morteni                                              | Eneolitic, Cultura Gumelnița                 | Încarcă foto \| video | Raportează eroare |
| DB-I-s-B-17062 (RAN: 65805.02)       | Așezare                                                      | sat Ionești; comuna Petrești                | „Puțul de la Neajlovel”, pe terasa dreaptă a pârâului Neajlovel, la 0,2 km înainte de vărsarea acestuia în pârâul Neajlov, imediat la N de DC Morteni-Ionești | Epoca bronzului timpuriu, Cultura Glina      | Încarcă foto \| video | Raportează eroare |
| DB-I-s-B-17063 (RAN: 65805.03)       | Situl arheologic de la Ionești, punct „Vărsarea Neajlovului” | sat Ionești; comuna Petrești                | „Vărsarea Neajlovului”, la E de podul peste Neajlov al DC Morteni-Ionești                                                                                     |                                              | Încarcă foto \| video | Raportează eroare |
| DB-I-m-B-17063.01 (RAN: 65805.03.01) | Așezare                                                      | sat Ionești; comuna Petrești                | „Vărsarea Neajlovului”, la E de podul peste Neajlov al DC Morteni-Ionești                                                                                     | Epoca bronzului timpuriu, Cultura Glina      | Încarcă foto \| video | Raportează eroare |
| DB-I-m-B-17063.02 (RAN: 65805.03.02) | Așezare                                                      | sat Ionești; comuna Petrești                | „Vărsarea Neajlovului”, la E de podul peste Neajlov al DC Morteni-Ionești                                                                                     | Epoca bronzului mijlociu, Cultura Tei        | Încarcă foto \| video | Raportează eroare |
| DB-I-s-B-17064 (RAN: 69553.01)       | Necropolă                                                    | sat Izvoarele; comuna Voinești              | „Stațiunea pomicolă”, pe malul stâng al Dâmboviței, în grădina stațiunii, lângă DN72A                                                                         | Epoca bronzului timpuriu                     | Încarcă foto \| video | Raportează eroare |
| DB-II-m-A-17535 (RAN: 67755.02)      | Biserica „Sf. Dumitru Izvorâtorul de Mir” - de Afară         | sat I. L. Caragiale; comuna I. L. Caragiale | Str. Principală 684 | 1680, rep. cca. 1850                         | Încarcă foto \| video | Raportează eroare |
| DB-II-m-B-17536                      | Casa Steluța Marinescu                                       | sat I. L. Caragiale; comuna I. L. Caragiale | Str. Principală 85 | 1906                                         | Încarcă foto \| video | Raportează eroare |
| DB-II-m-B-17537                      | Biserica „Sf. Voievozi”                                      | sat Iedera; comuna Iedera                   | 298, pe DJ | 1890                                         | Încarcă foto \| video | Raportează eroare |
| DB-IV-m-A-17825                      | Cruce de piatră                                              | sat Izvoarele; comuna Voinești              | | 1742                                         | Încarcă foto \| video | Raportează eroare |